# 前292年
| 千纪： | 前1千纪 |
| 世纪： | 前4世纪 \| 前3世纪 \| 前2世纪 |
| 年代： | 前320年代 \| 前310年代 \| 前300年代 \| 前290年代 \| 前280年代 \| 前270年代 \| 前260年代                                                          |
| 年份： | 前297年 \| 前296年 \| 前295年 \| 前294年 \| 前293年 \| 前292年 \| 前291年 \| 前290年 \| 前289年 \| 前288年 \| 前287年                            |
| 纪年： | 周赧王二十三年 魯後文公十一年 齊湣王九年 趙惠文王七年 魏昭王四年 韓釐王四年 秦昭襄王十五年 楚頃襄王七年 宋康王三十七年 衛懷君元年 燕昭王二十二年 |

## 大事记
- 楚頃襄王迎婦於秦国。
- 秦国以壽燭為丞相。
- 秦国大良造白起攻打魏国取垣城。
- 利西马科斯试图将他的影响力扩展到多瑙河以外，但他被盖塔人击败并俘虏。